# Amphinotus pupulus
Amphinotus pupulus е вид насекомо от семейство Tetrigidae. Видът е застрашен от изчезване.

## Разпространение
Разпространен е в Сейшели.